# Jüdischer Friedhof (Gescher)

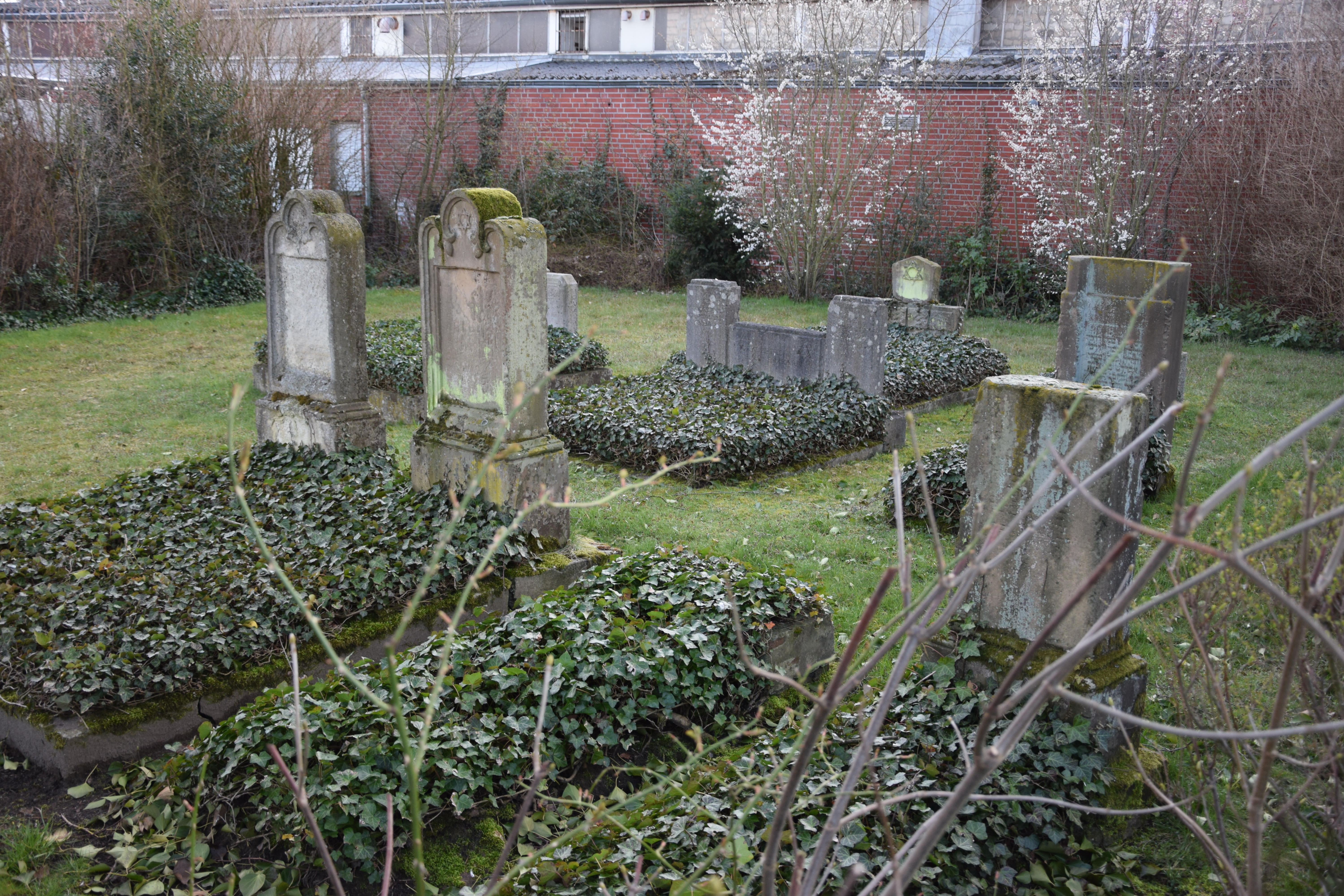
Der Jüdische Friedhof in Gescher

Der Jüdische Friedhof Gescher ist ein jüdischer Friedhof in der Stadt Gescher im Kreis Borken (Nordrhein-Westfalen). Er liegt in der Innenstadt am Südlohner Damm.
Auf ihm befinden sich 13 Grabsteine mit hebräischen und deutschen Inschriften. Er ist 456 m² groß. Der 1867 eröffnete Friedhof wurde auch von den Juden aus Velen benutzt.
In der Zeit des Nationalsozialismus wurde diese Begräbnisstätte verwüstet und bei einer erneuten Schändung im Jahre 1988 fast vollständig zerstört.